# Yao Dieudonne
Yao Dieudonne (født 14. maj 1997) er en ivoriansk fodboldspiller, der spiller for Kolding IF.

## Klubkarriere
I 2017-18-sæsonen var han udlejet til Vendsyssel FF i 1. division. Dermed var han med til at hjælpe klubben med at rykke op i landets bedste række, Alka Superliga til 2018-19-sæsonen.